# Silky
Silky — японская компания, занимающаяся производством ножовок по дереву для садоводства и туризма.
Компания основана Кацудзи Мияваки в 1919 году под названием Tamakitsune. C 1983 года используется название Silky. В 1985 году были представлены модели пил «GOMTARO» и «GOMBOY» с первой обрезиненной ручкой. Этот дизайн был отмечен премией Japan Good-Design.
В настоящее время компанию возглавляет Уити Мияваки. Производство расположено в городе Оно, Япония. Продукция Silky распространяется в США и Центральной Америке компанией Vertical Supply Group.
Пилы Silky популярны у профессионалов, занимающихся обрезкой деревьев. Некоторые модели, например Silky Hayauchi, по тестовым сравнениям с аналогичными изделиями других производителей показывают лучшую производительность. Особенностью пил этого бренда является то, что пропил в древесине делается только при движении на себя.